# Instytut Kulturoznawstwa Uniwersytetu Wrocławskiego
Instytut Kulturoznawstwa Uniwersytetu Wrocławskiego – jednostka dydaktyczno-naukowa należąca do struktur Wydziału Nauk Historycznych i Pedagogicznych Uniwersytetu Wrocławskiego. Dzieli się na 3 zakłady, 4 pracownie naukowe i laboratorium. Posiada uprawnienia do nadawania stopnia naukowego doktora. Prowadzi działalność dydaktyczną i badawczą związaną z historią refleksji nad kulturą, filozoficznymi i teoretycznymi podstawy tej refleksji oraz współczesnymi nurtami filozofii i teorii kultury. Prace badawcze Instytutu obejmują także wybrane problemy historii kultury (zwłaszcza najnowszej) oraz kultury współczesnej i jej wyspecjalizowanych dziedzin (komunikacji, sztuki, religii, obyczaju).

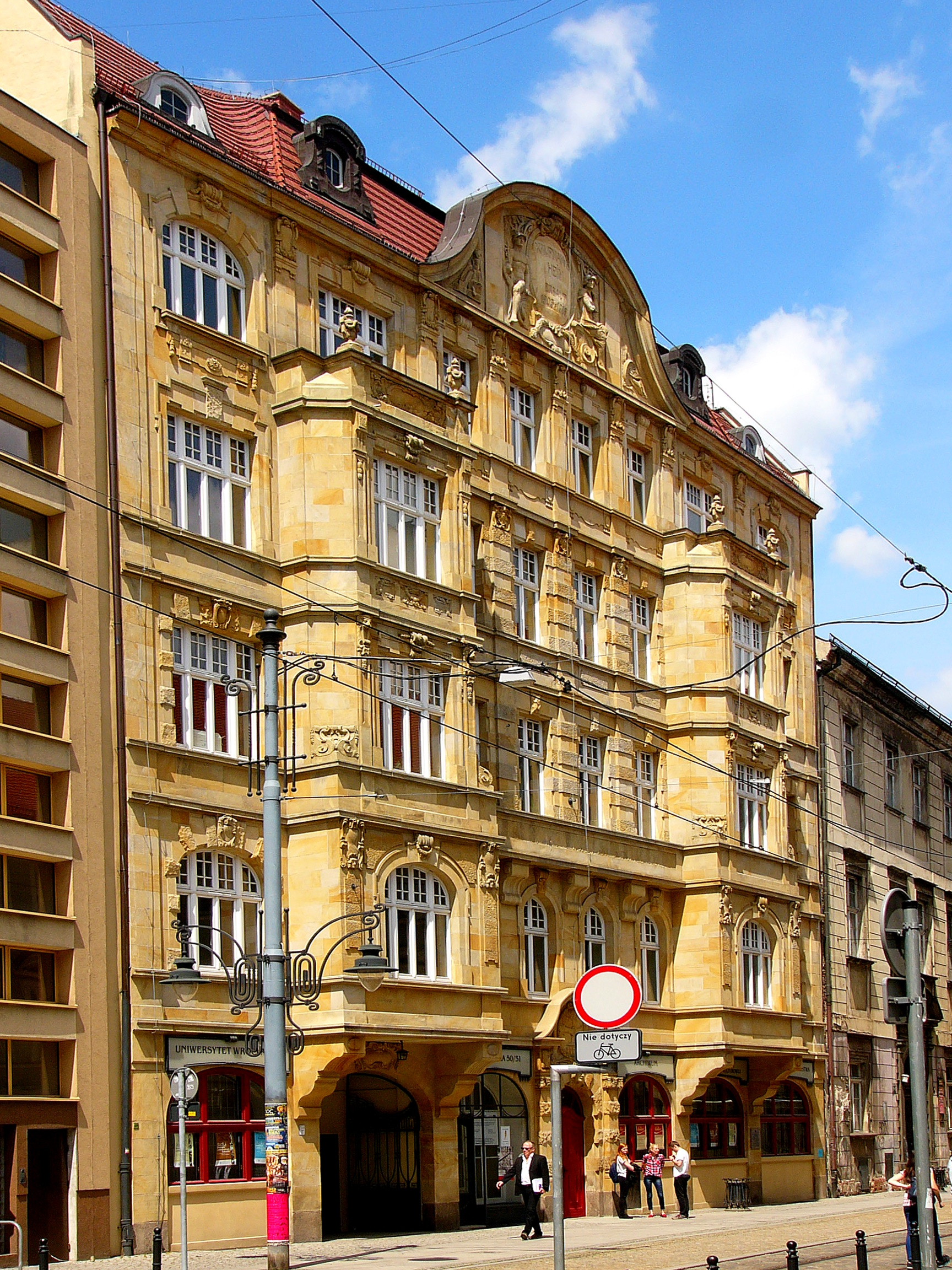
Instytut Kulturoznawstwa UWr, ul Szewska 50/51

Instytut oferuje studia na kierunku kulturoznawstwo. Instytut wydaje czasopisma „Prace Kulturoznawcze” oraz "Kultura-Historia-Globalizacja". Dysponuje też samodzielną biblioteką – Biblioteka Kulturoznawstwa i Muzykologii, liczącą ponad 10 tysięcy woluminów książek i blisko 100 tytułów czasopism. Siedzibą instytutu jest secesyjna kamienica oraz znajdująca się na jej tyłach oficyna, mieszczące się przy ul. Szewskiej 50/51.

## Historia
Instytut Kulturoznawstwa jest pierwszą tego rodzaju jednostką naukowo-dydaktyczną otwartą w Polsce. Kierunek kulturoznawstwo uruchomiono na Uniwersytecie Wrocławskim w 1972 roku z inicjatywy Stanisława Pietraszki. Początkowo miał on charakter studiów międzywydziałowych, a następnie utworzono katedrę kulturoznawstwa. Do roku 1977 były to jedyne studia kulturoznawcze w Polsce, więc jako kierunek unikatowy cieszyły się znaczną autonomią programową, co wyrażało się m.in. odejściem od dominujących wówczas teorii marksistowskich w programie studiów. Z czasem Katedra Kulturoznawstwa przekształcona następnie w samodzielny instytut działała w ramach Wydziału Filologicznego UWr, a w 1979 roku znalazła się w strukturze Wydziału Filozoficzno-Historycznego. Po jego podziale w 1988 roku instytut ten afiliowany jest do Wydziału Nauk Historycznych i Pedagogicznych UWr.
Od 3 czerwca 2024 w budynku Instytutu Kulturoznawstwa trwał pokojowy protest okupacyjny studentów solidaryzujących się ze sprawą palestyńską.

## Adres
Instytut Kulturoznawstwa
Uniwersytetu Wrocławskiego
ul. Szewska 50/51
50-139 Wrocław

## Władze
Dyrektor: dr hab. Magdalena Barbaruk, prof. UWr (od 2024).
Zastępca Dyrektora ds. dydaktycznych: dr Dawid Junke (od 2024)

## Kierunki kształcenia
Instytut Kulturoznawstwa Uniwersytetu Wrocławskiego kształci studentów na kierunku kulturoznawstwo na studiach stacjonarnych i niestacjonarnych w ramach studiów pierwszego stopnia (licencjackich), które trwają 3 lata. Do wyboru są następujące specjalności:
- ekologie kultury
- studia miejskie i globalne
- kultura filmowa

Po ukończeniu studiów licencjackich, ich absolwenci mogą kontynuować dalsze kształcenie w ramach studiów drugiego stopnia (magisterskich uzupełniających), trwających 2 lata. Do wyboru są następujące specjalności:
- kulturowa krytyka sztuki
- kultura i media

## Struktura organizacyjna

### Zakład Teorii i Krytyki Kultury
Pracownicy:
- Kierownik: dr hab. Krzysztof Łukasiewicz
- dr hab. Jacek Schindler
- dr hab. Izolda Topp-Wójtowicz
- dr Hanna Jaxa-Rożen
- dr Jacek Małczyński
- dr Marcin Stabrowski

### Zakład Badań Praktyk Kulturowych
Pracownicy:
- Kierownik: dr hab. Renata Tańczuk, prof. UWr
- prof. dr hab. Mirosław Kocur
- dr hab. Dorota Koczanowicz, prof. UWr.
- dr Dawid Junke
- dr Małgorzata Kozubek
- dr Magdalena Zamorska

### Zakład Globalizacji i Komunikacji
Pracownicy:
- Kierownik: dr hab. Rafał Nahirny
- dr hab. Magdalena Matysek-Imielińska
- dr hab. Adam Nobis, prof. UWr.
- dr hab. Magdalena Barbaruk
- dr Piotr Jakub Fereński

### Pracownie
- Pracownia Badań Pejzażu Dźwiękowego
  - organizator: dr Robert Losiak
- Pracownia Studiów Globalnych
  - zajmuje się publikowaniem w sieci czasopisma "Kultura-Historia-Globalizacja", które redagują wspólnie pracownicy Instytutu Kulturoznawstwa oraz Instytutu Historycznego UWr
- Pracownia Badań nad Światem Przeżywanym
- Laboratorium Humanistyki Współczesnej

### Biblioteka Kulturoznawstwa i Muzykologii
Pracownicy:
- Kierownik: mgr Monika Janowiak-Janik
- mgr Joanna Gul

## Byli pracownicy instytutu
- prof. dr hab. Stanisław Pietraszko
- prof. dr hab. Paweł Banaś
- dr hab. Stefan Bednarek, prof. UWr
- prof. dr hab. Michael Fleischer
- prof. dr hab. Leszek Koczanowicz
- prof. dr hab. Sławomir Magala
- dr hab. Agnieszka Nieracka, prof. UWr.
- dr hab. Tadeusz Szczepański
- dr hab. Dorota Wolska, prof. UWr.

## Znani absolwenci
- Lidia Amejko, pisarka[14]
- Maciej Bączyk, artysta audiowizualny
- Jacek Antczak, dziennikarz, reporter
- Joanna Bator, pisarka
- Viola Krajewska, dyrektorka Centrum Sztuki WRO
- Piotr Krajewski, kurator sztuki, współzałożyciel Centrum Sztuki WRO
- Łukasz Rusznica, kurator, fotograf
- Martyna Majewska, reżyserka teatralna
- Agnieszka Wolny-Hamkało, pisarka, krytyczka literacka
- Bogdan Zdrojewski, polityk, minister kultury i dziedzictwa narodowego w latach 2007-2014